# FIBA EuroChallenge 2009-10
El FIBA EuroChallenge 2009-10 fue la séptima edición de la FIBA EuroChallenge, el tercer nivel de competiciones europeas de baloncesto, la segunda con esta denominación, tras haber sido conocida anteriormente como FIBA Europe League y FIBA EuroCup. El campeón fue el BG 74 Göttingen alemán. La final four se disputó en Göttingen, Alemania.

## Equipos
| Fase de grupos                                              | Fase de grupos | Fase de grupos                    | Fase de grupos                    | Fase de grupos                    |
| País (Liga)                                                 | N.º Equipos    | Equipos (puesto en liga nacional) | Equipos (puesto en liga nacional) | Equipos (puesto en liga nacional) |
| ----------------------------------------------------------- | -------------- | --------------------------------- | --------------------------------- | --------------------------------- |
| Rusia (Superleague A)                                       | 3              | Lokomotiv–Kuban (7)               | Enisey Krasnoyarsk (8)            | Krasnye Krylya Samara (12)        |
| Francia (LNB Pro A)                                         | 3              | BCM Gravelines (6)                | Elan Chalon (7)                   | Strasbourg IG (8)                 |
| Bélgica (Ligue Ethias)                                      | 3              | Generali Okapi Aalstar (3)        | Antwerp Giants (4)                | Belgacom Liège (5)                |
| Croacia (A1 Liga)                                           | 2              | KK Zagreb Croatia Osiguranje (3)  | Cedevita Zagreb (6)               |                                   |
| Alemania (BBL)                                              | 2              | BG Göttingen (5)                  | Artland Dragons (9)               |                                   |
| Ucrania (SuperLeague)                                       | 2              | Khimik Yuzhny (3)                 | BC Kiev (4)                       |                                   |
| Chipre(Division A)                                          | 2              | Keravnos Strovolou (2)            | Proteas EKA AEL (3)               |                                   |
| Italia (Lega A)                                             | 1              | Scavolini Spar Pesaro (8)         |                                   |                                   |
| Turquía (TBL)                                               | 1              | Banvit BC (12)                    |                                   |                                   |
| Serbia (KLS)                                                | 1              | KK FMP Belgrade (4)               |                                   |                                   |
| Países Bajos (FEB Eredivisie)                               | 1              | EiffelTowers Den Bosch (2)        |                                   |                                   |
| Estonia (KML)                                               | 1              | Tartu Rock (2)                    |                                   |                                   |
| Rumania (Division A)                                        | 1              | CSU Asesoft Ploiesti (1)          |                                   |                                   |
| Bielorrusia (Premier League)                                | 1              | BC Minsk-2006 (1)                 |                                   |                                   |
| Perdedores de la fase de calificación de la Eurocup 2009-10 |                |                                   |                                   |                                   |
| País (Liga)                                                 | Nº Equipos     | Equipos (puesto en liga nacional) | Equipos (puesto en liga nacional) | Equipos (puesto en liga nacional) |
| Francia (LNB PRO A)                                         | 1              | Chorale Roanne (5)                |                                   |                                   |
| Ucrania (SuperLeague)                                       | 1              | BC Donetsk (2)                    |                                   |                                   |
| Bélgica (Ligue Ethias)                                      | 1              | Dexia Mons-Hainaut (2)            |                                   |                                   |
| Letonia (LBL)                                               | 1              | VEF Rīga (3)                      |                                   |                                   |
| Montenegro (Opportunity Liga)                               | 1              | KK Budućnost (1)                  |                                   |                                   |
| Chipre (Division A)                                         | 1              | APOEL Nicosia (1)                 |                                   |                                   |
| Países Bajos (FEB Eredivisie)                               | 1              | MyGuide Amsterdam (1)             |                                   |                                   |
| Austria (Admiral League)                                    | 1              | WBC Kraftwerk Wels (1)            |                                   |                                   |

## Temporada regular
|    | Equipo          | PJ | G | P | PF  | PC  | Dif |
| -- | --------------- | -- | - | - | --- | --- | --- |
| 1. | BG Göttingen    | 6  | 4 | 2 | 491 | 434 | +57 |
| 2. | KK Budućnost    | 6  | 4 | 2 | 435 | 415 | +20 |
| 3. | BCM Gravelines  | 6  | 4 | 2 | 421 | 420 | +1  |
| 4. | Lokomotiv–Kuban | 6  | 0 | 6 | 386 | 464 | −78 |

|    | Equipo                 | PJ | G | P | PF  | PC  | Dif |
| -- | ---------------------- | -- | - | - | --- | --- | --- |
| 1. | APOEL Nicosia          | 6  | 4 | 2 | 495 | 456 | +39 |
| 2. | EiffelTowers Den Bosch | 6  | 4 | 2 | 482 | 474 | +8  |
| 3. | Strasbourg IG          | 6  | 3 | 3 | 504 | 499 | +5  |
| 4. | Khimik Yuzhny          | 6  | 1 | 5 | 496 | 548 | −52 |

|    | Equipo                | PJ | G | P | PF  | PC  | Dif |
| -- | --------------------- | -- | - | - | --- | --- | --- |
| 1. | Krasnye Krylya Samara | 6  | 5 | 1 | 487 | 410 | +77 |
| 2. | Scavolini Spar Pesaro | 6  | 5 | 1 | 470 | 397 | +73 |
| 3. | BC Minsk-2006         | 6  | 2 | 4 | 417 | 487 | −70 |
| 4. | MyGuide Amsterdam     | 6  | 0 | 6 | 359 | 439 | −80 |

|    | Equipo             | PJ | G | P | PF  | PC  | Dif |
| -- | ------------------ | -- | - | - | --- | --- | --- |
| 1. | Elan Chalon        | 6  | 4 | 2 | 467 | 452 | +15 |
| 2. | Proteas EKA AEL    | 6  | 3 | 3 | 466 | 473 | −7  |
| 3. | Dexia Mons-Hainaut | 6  | 3 | 3 | 452 | 454 | −2  |
| 4. | Cedevita Zagreb    | 6  | 2 | 4 | 482 | 488 | −6  |

|    | Equipo               | PJ | G | P | PF  | PC  | Dif |
| -- | -------------------- | -- | - | - | --- | --- | --- |
| 1. | Belgacom Liège       | 6  | 5 | 1 | 479 | 454 | +25 |
| 2. | Enisey Krasnoyarsk   | 6  | 3 | 3 | 470 | 466 | +4  |
| 3. | BC Donetsk           | 6  | 2 | 4 | 502 | 516 | −14 |
| 4. | CSU Asesoft Ploiesti | 6  | 2 | 4 | 470 | 485 | −15 |

|    | Equipo                 | PJ | G | P | PF  | PC  | Dif |
| -- | ---------------------- | -- | - | - | --- | --- | --- |
| 1. | Banvit BC              | 6  | 5 | 1 | 538 | 479 | +59 |
| 2. | KK FMP Belgrade        | 6  | 5 | 1 | 523 | 488 | +35 |
| 3. | VEF Rīga               | 6  | 2 | 4 | 493 | 539 | −46 |
| 4. | Generali Okapi Aalstar | 6  | 0 | 6 | 474 | 522 | −48 |

|    | Equipo              | PJ | G | P | PF  | PC  | Dif |
| -- | ------------------- | -- | - | - | --- | --- | --- |
| 1. | Artland Dragons     | 6  | 5 | 1 | 474 | 415 | +59 |
| 2. | Antwerp Giants      | 6  | 3 | 3 | 438 | 442 | −4  |
| 3. | WBC Raiffeisen Wels | 6  | 3 | 3 | 409 | 424 | −15 |
| 4. | Tartu Rock          | 6  | 1 | 5 | 410 | 450 | −40 |

|    | Equipo                       | PJ | G | P | PF  | PC  | Dif |
| -- | ---------------------------- | -- | - | - | --- | --- | --- |
| 1. | Chorale Roanne Basket        | 6  | 5 | 1 | 507 | 443 | +64 |
| 2. | KK Zagreb Croatia Osiguranje | 6  | 3 | 3 | 461 | 481 | −20 |
| 3. | Keravnos Strovolou           | 6  | 2 | 4 | 444 | 467 | −23 |
| 4. | BC Kiev                      | 6  | 2 | 4 | 398 | 419 | −21 |

## Octavos de final
|    | Equipo                 | PJ | G | P | PF  | PC  | Dif |
| -- | ---------------------- | -- | - | - | --- | --- | --- |
| 1. | BG Göttingen           | 6  | 5 | 1 | 527 | 435 | +92 |
| 2. | Krasnye Krylya Samara  | 6  | 4 | 2 | 461 | 430 | +31 |
| 3. | EiffelTowers Den Bosch | 6  | 2 | 4 | 444 | 498 | −54 |
| 4. | Proteas EKA AEL        | 6  | 1 | 5 | 450 | 519 | −69 |

|    | Equipo                       | PJ | G | P | PF  | PC  | Dif |
| -- | ---------------------------- | -- | - | - | --- | --- | --- |
| 1. | KK Zagreb Croatia Osiguranje | 6  | 4 | 2 | 454 | 456 | −2  |
| 2. | KK FMP Belgrade              | 6  | 4 | 2 | 462 | 441 | +21 |
| 3. | Artland Dragons              | 6  | 3 | 3 | 485 | 469 | +16 |
| 4. | Belgacom Liège               | 6  | 1 | 5 | 470 | 505 | −35 |

|    | Equipo                | PJ | G | P | PF  | PC  | Dif |
| -- | --------------------- | -- | - | - | --- | --- | --- |
| 1. | Scavolini Spar Pesaro | 6  | 4 | 2 | 507 | 483 | +24 |
| 2. | APOEL Nicosia         | 6  | 3 | 3 | 465 | 469 | −4  |
| 3. | Elan Chalon           | 6  | 3 | 3 | 493 | 480 | +13 |
| 4. | KK Budućnost          | 6  | 2 | 4 | 467 | 500 | −33 |

|    | Equipo                | PJ | G | P | PF  | PC  | Dif |
| -- | --------------------- | -- | - | - | --- | --- | --- |
| 1. | Chorale Roanne Basket | 6  | 4 | 2 | 489 | 446 | +43 |
| 2. | Antwerp Giants        | 6  | 3 | 3 | 454 | 457 | −3  |
| 3. | Banvit BC             | 6  | 3 | 3 | 463 | 481 | −18 |
| 4. | Enisey Krasnoyarsk    | 6  | 2 | 4 | 485 | 507 | −22 |

### Cuartos de final
| Equipo 1                     | Resultado | Equipo 2              | Partido 1 | Partido 2 | Partido 3 |
| ---------------------------- | --------- | --------------------- | --------- | --------- | --------- |
| BG Göttingen                 | 2 – 0     | KK FMP Belgrade       | 75 – 69   | 76 – 71   |           |
| KK Zagreb Croatia Osiguranje | 0 – 2     | Krasnye Krylya Samara | 77 – 81   | 78 – 79   |           |
| Scavolini Spar Pesaro        | 2 – 0     | Antwerp Giants        | 92 – 76   | 78 – 63   |           |
| Chorale Roanne Basket        | 2 – 0     | APOEL Nicosia         | 89 – 67   | 84 – 78   |           |

## Final four
|  | Semifinales           | Semifinales |                |              | Final                 | Final           |  |
|  | 30 de abril           | 30 de abril |                |              | May 2                 | May 2           |  |
|  |                       |             |                |              |                       |                 |  |
|  |                       |             |                |              |                       |                 |  |
|  | BG Göttingen          | 77          |                |              |                       |                 |  |
|  | BG Göttingen          | 77          |                |              |                       |                 |  |
|  | Chorale Roanne Basket | 67          |                |              |                       |                 |  |
|  | Chorale Roanne Basket | 67          |                | BG Göttingen | 83                    |                 |  |
|  |                       |             |                | BG Göttingen | 83                    |                 |  |
|  |                       |             | Krasnye Krylya | 75           |                       |                 |  |
|  | Krasnye Krylya        | 73          | Krasnye Krylya | 75           |                       |                 |  |
|  | Krasnye Krylya        | 73          |                |              |                       |                 |  |
|  | Scavolini Spar Pesaro | 70          |                |              | 3er y 4º puesto       | 3er y 4º puesto |  |
|  | Scavolini Spar Pesaro | 70          |                |              | 3er y 4º puesto       | 3er y 4º puesto |  |
|  |                       |             |                |              |                       |                 |  |
|  |                       |             |                |              | Chorale Roanne Basket | 86              |  |
|  |                       |             |                |              | Chorale Roanne Basket | 86              |  |
|  |                       |             |                |              | Scavolini Spar Pesaro | 80              |  |
|  |                       |             |                |              | Scavolini Spar Pesaro | 80              |  |
|  |                       |             |                |              |                       |                 |  |

### Semifinales

#### Semifinal 1
| 30 de abril de 2010 | BG Göttingen                          | 77–67                                 | Chorale Roanne Basket                 | |  |
| 21:00               | Parciales: 16–26, 12–15, 29–10, 20–16 | Parciales: 16–26, 12–15, 29–10, 20–16 | Parciales: 16–26, 12–15, 29–10, 20–16 | |  |
|                     |                                       | Reporte                               |                                       | Asistencia: 3130 espectadores Árbitros: Oscar Lefwerth (SWE), Damir Javor (SLO), Ingus Baumanis (LAT) |  |

#### Semifinal 2
| 30 de abril de 2010 | Krasnye Krylya Samara                 | 73–70                                 | Scavolini Spar Pesaro                 | |  |
| 18:00               | Parciales: 19–16, 15–18, 18–17, 21–19 | Parciales: 19–16, 15–18, 18–17, 21–19 | Parciales: 19–16, 15–18, 18–17, 21–19 | |  |
|                     |                                       | Reporte                               |                                       | Asistencia: 3000 espectadores Árbitros: Miguel Perez Perez (ESP), Aleksandar Glisic (SRB), Sérgio Silva (POR) |  |

### Tercer y cuarto puesto
| 2 de mayo de 2010 | Chorale Roanne Basket                 | 86–80                                 | Scavolini Spar Pesaro                 | |  |
| 18:00             | Parciales: 20–27, 23–25, 24–13, 19–15 | Parciales: 20–27, 23–25, 24–13, 19–15 | Parciales: 20–27, 23–25, 24–13, 19–15 | |  |
|                   |                                       | Reporte                               |                                       | Asistencia: 2500 espectadores Árbitros: Oscar Lefwerth (SWE), Sérgio Silva (POR), Jurgis Laurinavicius (LTU) |  |

### Final
| 2 de mayo de 2010 | BG Göttingen                          | 83–75                                 | Krasnye Krylya Samara                 | |  |
| 21:00             | Parciales: 16–17, 16–11, 23–17, 28–30 | Parciales: 16–17, 16–11, 23–17, 28–30 | Parciales: 16–17, 16–11, 23–17, 28–30 | |  |
|                   |                                       | Reporte                               |                                       | Asistencia: 3700 espectadores Árbitros: Miguel Perez Perez (ESP), Damir Javor (SLO), Aleksandar Glisic (SRB) |  |

## Enlac es externos
- FIBA Europe
- en Eurobasket.com

- Datos: Q1662049